# Святло, Юзеф
Юзеф Святло (пол. Józef Światło; 1 января 1915, Медин, Австро-Венгрия — 2 сентября 1994, США), он же Изаак Флейшфарб (пол. Izaak Fleischfarb) — польский офицер коммунистической госбезопасности, перебежчик в США. В 1944—1953 — активный участник политических репрессий, подполковник, один из руководителей X департамента МОБ. Опасаясь чистки в карательном аппарате ПНР, бежал в Западный Берлин, оттуда перебрался в США. Консультировал ЦРУ, выступал на Радио Свободная Европа с разоблачениями режима ПОРП. Разоблачения Святло сыграли заметную роль в кризисе ПОРП и ПНР, процессе польской десталинизации и смене власти в стране.

## Ранние годы
Родился в многодетной семье польских евреев. При рождении получил имя Изаак Флейшфарб. Деревня Медин, где жили Флейшфарбы, в то время принадлежала Австро-Венгрии, ныне — Тарнопольская область Украины. Габриэль Флейшфарб, отец Изаака, работал кладовщиком на мельнице. Его заработки позволяли содержать жену-домохозяйку, сына и четырёх дочерей. Флейшфарбы были верующими иудеями, но ортодоксальностью не отличались.
После 1920, в восстановленной Польше, семья переехала в Краков, где Изаак окончил начальную школу. Отличался большими способностями. Заботился о младших сёстрах, уважительно относился к старшей. После школы сменил несколько профессий: работал слесарем в велосипедной мастерской и на посудном заводе, фотографом, продавцом. По отзывам сестёр, с юности Изаак отличался амбициозностью и агрессивностью. Остро ощущая национальную дискриминацию, он считал, что «еврей должен стать кем-то — или окажется никем».
В 1932 Изаак Флейшфарб вступил в сионистское движение Гордония. Проникся коммунистическими взглядами и на следующий год, порвав с сионизмом, присоединился к Коммунистическому союзу польской молодёжи. Женился на коммунистической активистке. Несколько раз арестовывался за участие в забастовках и уличных беспорядках, скрывался в подполье, отбывал тюремное заключение. После нескольких месяцев тюрьмы в 1936 отошёл от политической деятельности, работал продавцом в кондитерской.

## Лагерь и война
В 1938 был Изаак Флейшфарб был призван в польскую армию. Участвовал в обороне Польши от германской агрессии в сентябре 1939. Служил в 12-м полку 6-й пехотной дивизии Армии «Краков». Был ранен в Томашув-Мазовецком бою, попал в плен, но сумел бежать на территории, контролируемые советскими войсками.
В СССР Изаак Флейшфарб был арестован за нелегальный переход границы и отправлен в исправительно-трудовой лагерь. Свою принадлежность к польской коммунистической организации он предпочёл скрыть, резонно опасаясь более жёстких репрессий. В лагере был бригадиром, отличался жестоким обращением вплоть до рукоприкладства.
В 1941 Изаак Флейшфарб был амнистирован. Два года жил в Казахской ССР, работал сапожником и пекарем. В 1943 вторично женился и сменил фамилию — стал именоваться Юзеф Святло. Вступил в Союз польских патриотов и в 1-ю пехотную дивизию имени Костюшко.
В годы Второй мировой войны Юзеф Святло участвовал в битве под Ленино 1943 и боях за Варшаву 1944. Решившись раскрыть своё коммунистическое прошлое, получил первое офицерское звание подпоручика и должность политрука. Организовывал прокоммунистические митинги на занятых территориях. Являлся также осведомителем НКВД, участвовал в выявлении и арестах бойцов Армии Крайовой (АК). С октября 1944 возглавлял следственную службу Варшавской комендатуры милиции.

## Госбезопасность и репрессии
1 января 1945 во Временном правительстве Польши было учреждено Министерство общественной безопасности (МОБ). С 3 января на службу в МОБ поступил Юзеф Святло. Рекомендацию дал влиятельный генерал Метковский. 17 января Святло в звании капитана был назначен заместителем начальника варшавской опергруппы МОБ.
Служил в варшавском и ольштынском управлениях безопасности, в 1946—1948 — заместитель начальника краковского управления МОБ. Некоторое время находился в подчинении офицеров советского НКВД. С 1948 по 1951 — майор I департамента (контрразведка) и Специального бюро (контроль над кадрами правящей компартии ПОРП). 1 декабря 1951 Юзеф Святло в звании подполковника назначен заместителем полковника Фейгина, директора X департамента МОБ — «борьба с провокациями в рабочем движении», то есть слежка за функционерами ПОРП.
В качестве функционера МОБ Юзеф Святло был среди организаторов политических репрессий сталинистского режима Болеслава Берута. Арестовывал солдат и офицеров АК, активистов Польского подпольного государства, в том числе Леопольда Окулицкого. Он лично участвовал в облавах, захватах, допросах, в том числе с применением пыток. На допросах отличался жестокостью, оскорблял и избивал арестованных. Польским националистам откровенно говорил, что сводит счёты за антисемитизм. В Спецбюро и X департаменте Святло по приказу Берута арестовывал Владислава Гомулку с женой, Мариана Спыхальского, Михала Ролю-Жимерского. Был командирован МОБ в Чехословакию и Венгрию для наблюдения за процессом Сланского и делом Райка.
Подполковник Святло выдвинулся в первый ряд руководства МОБ. Имел эксклюзивный доступ к значительному объёму секретной документации. Являлся заметной фигурой в окружении члена Политбюро и секретаря ЦК ПОРП Якуба Бермана — партийного куратора репрессивного аппарата. Принадлежал к возглавляемой Берманом «еврейской группе» карательных органах. Рассматривался в одном ряду с такими одиозными деятелями, как генерал Ромковский, полковник Ружаньский, полковник Фейгин, полковник Бристигер. Отношения между ними характеризовались как жёсткая служебная конкуренция, интриги и взаимная ненависть.
Люди, знавшие Юзефа Святло, отмечали его склонность к бытовому разгулу. В то же время Святло не был компанейским человеком, отличался хмурой замкнутостью, не имел личных друзей. Окружающих отталкивали его грубость и высокомерие. Было также известно, что Святло присваивает ценные вещи, изъятые у арестованных — часы, портсигары и т. п.. У маршала Роли-Жимерского он забрал советский орден Победы, инкрустированный бриллиантами.

## Побег
События 1953 в СССР — смерть Сталина, расстрел Берии, крупные перемены в партийно-государственном руководстве и начало Оттепели — предвещали серьёзные потрясения восточноевропейским сталинистским режимам.
Подполковник Святло заметил эти признаки задолго до XX съезда КПСС. Особое беспокойство вызывали у него первые разоблачения «нарушений социалистической законности». В частности, прекращение «дела врачей» Святло воспринял не столько как позитивное для него сворачивание антисемитской кампании, сколько как опасное урезание полномочий госбезопасности.
Понимая, что удачно подходит на роль «польского Берии», Святло серьёзно обдумывал, как избежать такой участи. Лучшим вариантом счёл побег из ПНР. Подходящий случай представился в конце 1953. Берман передал Святло приказ Берута: нейтрализовать журналистку Ванду Броньскую (дочь Мечислава Броньского). Броньская жила в Западном Берлине и работала на Радио Свободная Европа. МОБ ПНР согласовало операцию с МГБ ГДР, Фейгин и Святло провели в Восточном Берлине оперативные переговоры с Эрихом Мильке. Побывав в Западном Берлине, полковник Фейгин был впечатлён товарным изобилием и решил на следующий день произвести большие закупки.
5 декабря 1953 Фейгин и Святло прибыли в Западный Берлин. Святло дождался, пока Фейгин задержится в магазине (пытался обменять валюту в табачной лавке) и оторвался от наблюдения. В ближайшем полицейском участке он попросил доставить его в представительство США.
Несколько часов Фейгин дожидался Святло, даже отдалённо не догадываясь о причине его исчезновения. Затем он сообщил о случившемся в Варшаву. Министр общественной безопасности генерал Радкевич и его заместитель генерал Ромковский посчитали, будто Святло похищен. При этом они не беспокоились за утечку информации — оба были уверены, что убеждённый коммунист Святло не выдаст даже под пытками.
Тем временем Юзеф Святло в обстановке строгой секретности предложил сотрудничество представителям американских спецслужб. Предложение было принято. 6 декабря он был доставлен из Западного Берлина во Франкфурт и 23 декабря вывезен в Вашингтон.

## Разоблачения
Информация Юзефа Святло представляла большую ценность для спецслужб и пропаганды. Предоставленные им материалы о положении в польской партийно-государственной верхушке и руководстве карательных органов тщательно изучались ЦРУ.
28 сентября 1954 была проведена первая публичная пресс-конференция Юзефа Святло — «с эффектом разорвавшейся бомбы». 20 октября 1954 на «Радио Свободная Европа» начался цикл передач «За кулисами госбезопасности и партии». Всего состоялось 139 радиопередач Святло. Написанные им брошюры забрасывались в Польшу на воздушных шарах.
В коротких, но ёмких выступлениях Святло жёстко и конкретно — с фамилиями, датами, обстоятельствами — разоблачал репрессии, демонстрировал изнанку карательных органов, приводил шокирующие факты жестокости, корысти, распутства, полного отсутствия гуманности и патриотизма. Озвучивались даже скандальные подробности личной жизни высших руководителей — например, внебрачная связь Бермана с Бристигер. Опровергнуть всё это оказалось невозможно.
Сотрудничество с Юзефом Святло создавало серьёзную моральную проблему для польской антикоммунистической эмиграции. Он воспринимался как «редкое воплощение всех пороков коммунистического режима». По характеру крайне циничный, Святло не только не стеснялся и не скрывал, но вызывающе бравировал прежним участием в расправах, пытках и убийствах. Это вызывало сильное отторжение. Однако руководитель польской редакции РСЕ Ян Новак-Езёраньский лично принял решение допустить Святло в эфир.
В ПНР официальная информация о побеге Юзефа Святло была опубликована в октябре 1954. Последствия этого события для руководства ПОРП и особенно для МОБ характеризовались как «землетрясение». Советское посольство экстренно докладывало о случившемся министру иностранных дел Вячеславу Молотову. Имя перебежчика вызывало ярость и ненависть. Францишек Шляхциц грозил лично застрелить Святло, Юзеф Ружаньский проклинал его как «предателя», Анатоль Фейгин лихорадочно пытался отмежеваться от прежней совместной деятельности. Смерти Святло требовал даже Владислав Гомулка. Публичные разоблачения не удавалось заглушить. Власти пребывали в растерянности, вынуждены были объясняться и оправдываться. Приходилось идти на реальные уступки обществу: так, министр Радкевич распорядился прекратить на допросах физическое насилие.
В декабре 1954 было расформировано МОБ и учреждён Комитет общественной безопасности в пониженном статусе и с урезанными полномочиями. Ромковский, Ружаньский, Фейгин арестованы и осуждены за злоупотребления властью, Бристигер уволена из органов госбезопасности. Постепенно утратил власть и влияние Берман. Положение в Польше менялось, усиливались «оттепельные» тенденции. В октябре 1956 первым секретарём ЦК ПОРП стал Владислав Гомулка, выступавший под лозунгами демократизации и реформ. Побег Юзефа Святло, разумеется не являлся ни единственной, ни главной причиной перемен, но сыграл в них довольно заметную роль.

## Жизнь в Америке
Свыше сорока лет Юзеф Святло прожил в США под программой защиты свидетелей. Подробности этого периода его жизни в деталях неизвестны. Сообщалось об изменении его внешности. Одно время ходили слухи о гибели Святло в автокатастрофе, оказавшиеся ложными. Предположительно он работал в ЦРУ в качестве консультанта, затем жил на собственной ферме. Носил девичью фамилию матери — Визельтур. Скрываться ему приходилось не только от польской коммунистической госбезопасности, но и от поляков-антикоммунистов, стремившихся отомстить за пытки и убийства времён его службы в МОБ.
Американские знакомые Святло вспоминали его как «невысокого человека в роговых очках, хорошо одетого, пренебрежительного в общении». Он оставался нагловатым циником и даже не скрывал клички «Мясник», полученной от заключённых.
Регулярных связей с польскими родственниками Святло не поддерживал. Его первая жена Фрида Золман, вероятно, погибла как еврейка во время нацистской оккупации. Вторая жена Юстина Святло с двумя детьми была им оставлена при побеге. В ходе антисемитской кампании 1968 жена и дети Юзефа Святло эмигрировали в Израиль. В 1990 сын Святло предоставил историку Анджею Пачковскому фотографию своего отца — седобородого, в бейсболке, на фоне типичного пейзажа американского Юга.
По запросу Института национальной памяти в 2010 Госдепартамент США сообщил, что Юзеф Святло скончался 2 сентября 1994 — без каких-либо подробностей.

## Образ и память
В 1985 польское эмигрантское издательство выпустило в Лондоне сборник радиопередач Святло Mowi Jozef Swiatlo: Za kulisami bezpieki i partii 1940—1955 — Говорит Юзеф Святло: За кулисами госбезопасности и партии 1940—1955. В 2009 издана книга Анджея Пачковского Trzy twarze Józefa Światły — Три лица Юзефа Святло.
Биография и образ Юзефа Святло по-прежнему вызывают в Польше интерес и полемику. Выдвигаются различные версии его побега, в том числе явно конспирологические. Профессор Пачковский полагает, что Святло попытался искупить совершённые преступления, но остался негативным персонажем польской истории.